# San Fiorano
San Fiorano är en ort och kommun i provinsen Lodi i regionen Lombardiet i Italien. Kommunen hade 1 839 invånare (2018).